# 赫利奥多罗斯
赫利奧多羅斯 （希臘語：Ἡλιόδωρος）是塞琉古四世时期的一名大臣。约前178年，他被塞琉古派往耶路撒冷筹集支付给罗马的战争赔款，猶太人和基督教的古代歷史文獻認為他因受到神靈的阻礙，而無法奪取耶路撒冷聖殿的財寶。他从耶路撒冷返回中央後，一些古代文獻提到他在前175年謀殺了國王塞琉古四世，因他的確在國王死後成為帝國攝政並總攬大權，這使得不論塞琉古四世之死是否跟他有關，他都充滿嫌疑。無論真相如何，赫利奧多羅斯攝政的時間不長，
安条克三世之子安条克四世在帕加马国王欧迈尼斯二世的帮助下，不久後回到首都安條克城登上王位。失勢的赫利奥多罗斯隨後被殺。

## 生平
赫利奥多罗斯出身安條克城貴族，他的父親名為艾斯奇勒斯（Aischylos），赫利奥多罗斯他似乎與國王塞琉古四世關係密切，在考古的碑文中塞琉古四世稱呼他為自己的義兄弟。古代文獻《馬加比二書》記載了赫利奧多羅斯的主要事跡，可能《但以理書》也暗示一部份。塞琉古帝國自從戰敗並簽訂阿帕米亞和約，條約中規定塞琉古帝國需每年給一筆金額給羅馬共和國以示賠款。帝國在這條約沉重的負擔下陷入一段慘澹時期，為了支付給羅馬人的賠款，帝國政府可能提高國內稅收並到處收刮財寶。差不多在前178年左右，國王塞琉古四世聽聞總督阿波羅尼烏斯報告耶路撒冷聖殿藏有諸多財富，他派遣大臣赫利奧多羅斯前去耶路撒冷籌錢。《但以理書》在11卷20節提到「他將會派出一位稅官來維持王家的奢華」，可能就是暗示這個事件。
赫利奧多羅斯進入耶路撒冷後，聲明就是要奪取聖殿的錢財，因聖殿當時還附有幫民眾保管錢財的功能，赫利奧多羅斯要奪取聖殿錢財的消息傳遍全城，並讓全城人悲痛義憤。《馬加比二書》提到城中的猶太人祈求上帝可以保護他們存在聖殿的錢財，當赫利奧多羅斯率領士兵進入聖殿時，突然一位身裝鎧甲的聖騎和兩位天使顯現，阻止了赫利奧多羅斯的行為，甚至還把赫利奧多羅斯打到昏迷不醒。在後世有關基督教的藝術創作中，《馬加比二書》提到的這個故事經常被藝術家拿來創作。然而，無論是否有宗教因素在內，赫利奧多羅斯最終攫取耶路撒冷聖殿錢財的任務失敗，只得黯淡返回首都安條克，這件事也被後來的猶太人所慶祝。
在前176年或前175年，赫利奧多羅斯被提到他安排了謀殺國王塞琉古四世，不確定事件的真實性，但在塞琉古四世突然去世後，是赫利奧多羅斯趁著帝國的合法繼承人德米特里當時在羅馬作為人質而不在國內之時，擁立另一個年幼王子安條克為新的國王，自己成為小國王的攝政。然而赫利奧多羅斯的攝政僅當幾個月，不久塞琉古四世的王弟安條克四世從雅典準備返回國內，並在帕加马国王欧迈尼斯二世的帮助下登陸敘利亞地區，安條克四世很快就受到國內希臘、馬其頓人的擁戴，赫利奧多羅斯隨即失勢，被殺。

## 赫利奧多羅斯石碑

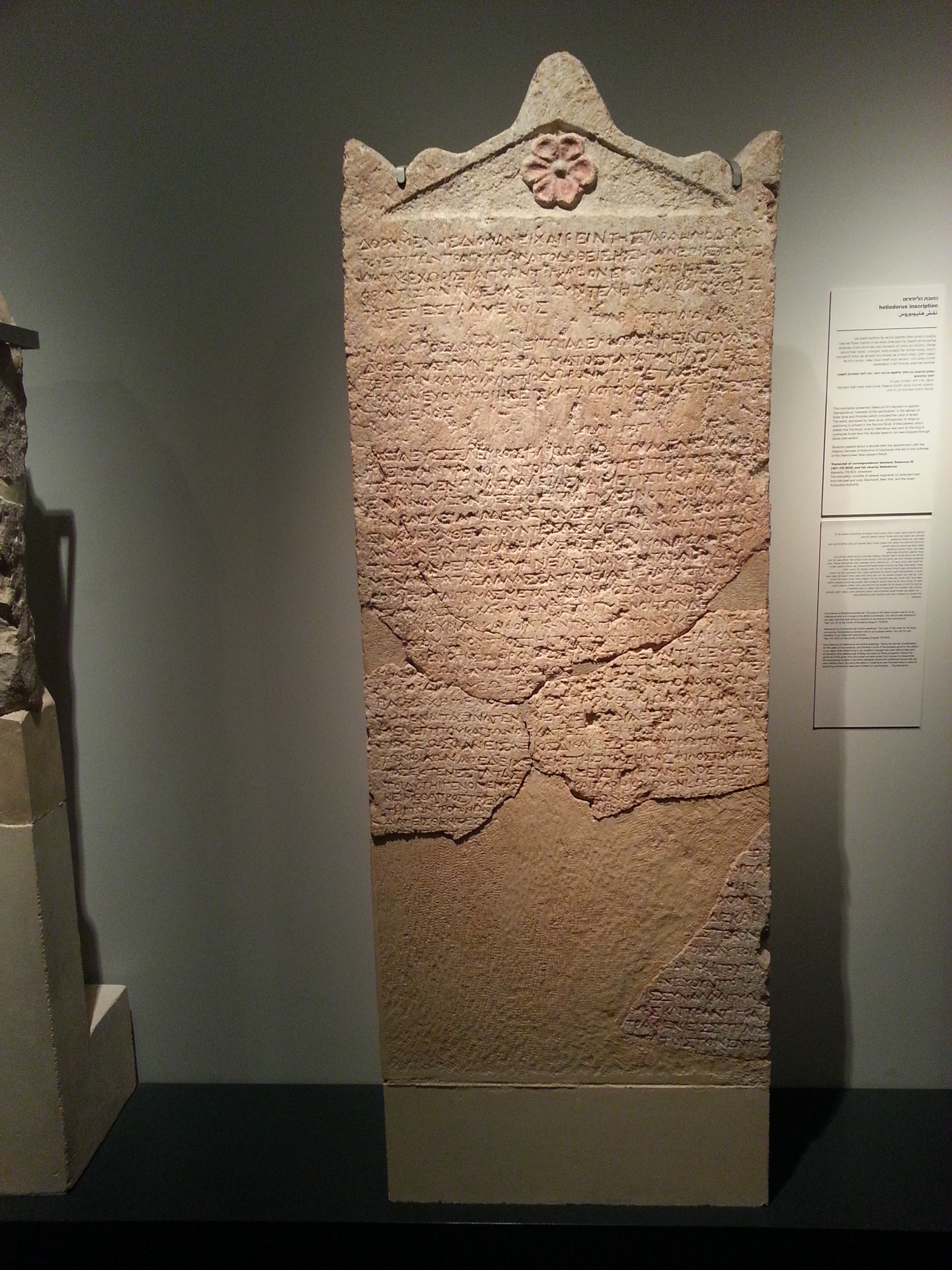
赫利奧多羅斯石碑，今展覽於以色列博物館

在以色列發現一塊距今2000多年的古代石碑，石刻希臘文中提到赫利奧多羅斯的名字和他在塞琉古帝國中的準確腳色。在碑文中顯示時間是前178年，文中提到國王塞琉古四世告知赫利奧多羅斯，他任命了一位奥林匹奥多罗斯（Olympiodoros）的人負責全柯里敘利亞和腓尼基的神殿相關事務。
原本赫利奧多羅斯石碑的殘碑主要部分先在古董交易市場中發現，並被收藏家購買，而另一部分兩塊小殘碑則在2005年以色列馬沙（Maresha）的一間希臘化時代房子遺跡地下被考古發掘出來，這些殘碑可以完美的拼合在一起，現代這些殘碑已被組合成一個完整體在一起展示。
赫利奧多羅斯石碑主要部分在2007年時屬於大富豪邁克爾·斯泰恩哈特（Michael Steinhardt）所有，並在那時借給以色列博物館展覽。在2021年12月，大富豪邁克爾·斯泰恩哈特因涉嫌購買古董贓物，他與曼克頓地方檢控官達成了協議，交出180項非法購買的收藏品，總估價7000萬美元，協議將歸還原屬的國家與地區。其中，赫利奧多羅斯石碑也在180項收藏品之中。時至2022年的1月7日，赫利奧多羅斯石碑還在以色列博物館展覽中。

## 畫家筆下的赫利奧多羅斯

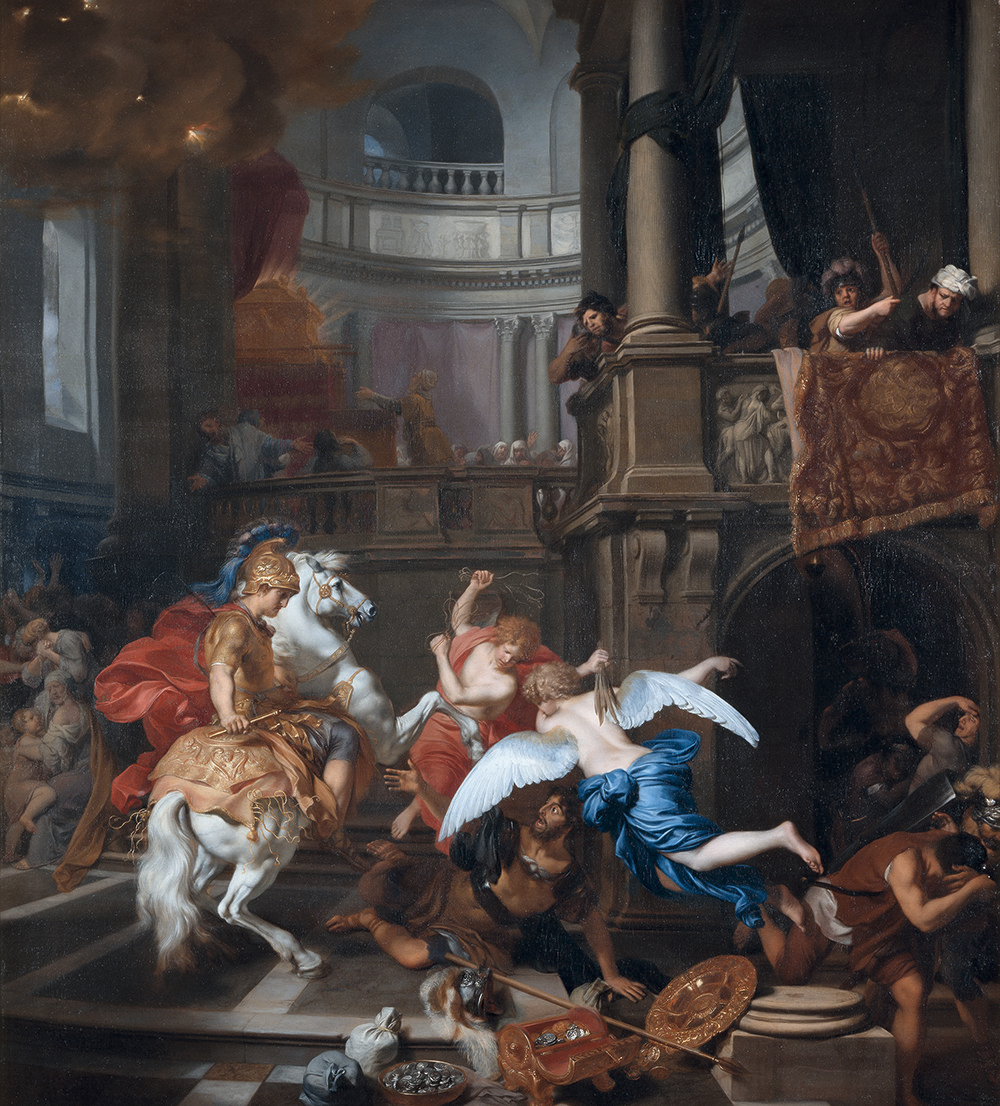
傑拉爾·德·萊裏瑟（Gerard de Lairesse）所繪的《赫利奥多罗斯被逐出圣殿》，1674年

宗教改革和反宗教改革對抗時期，《赫利奧多羅斯被逐出聖殿》故事成為羅馬天主教辨惑學中一個著名象徵，象徵教會的財產神聖不可侵犯。在這段時期，這一個故事成為許多藝術家創作的熱門主題，如：
- 拉斐爾，1512，於梵蒂岡宗座宮
- 沃特·彼得斯（Wouter Crabeth），1566，於荷蘭豪達聖約翰教堂
- 貝托萊特·弗萊馬爾（Bertholet Flemalle），1662，於比利時布魯塞爾比利時皇家美術博物館
- 朱塞佩·托泰利（Giuseppe Tortelli），1724，於義大利布雷西亞
- 弗朗切斯科·索里梅納（Francesco Solimena），1725，於義大利拿坡里新耶穌教堂
- 喬凡尼·巴提斯塔·提也波洛，1727，於義大利維洛納城堡博物館
- 塞拉菲諾·艾爾莫（Serafino Elmo），1734，於義大利穆羅萊切塞
- 弗朗茲·西格里斯特（Franz Sigrist），1760，於德國茨維法爾滕
- 尤里烏斯·施諾爾·馮·卡洛斯菲爾特（Julius Schnorr von Carolsfeld），1860，出版的《聖經畫集》（Bibel in Bildern）。
- 德拉克羅瓦，1861，於法國巴黎聖敘爾比斯教堂

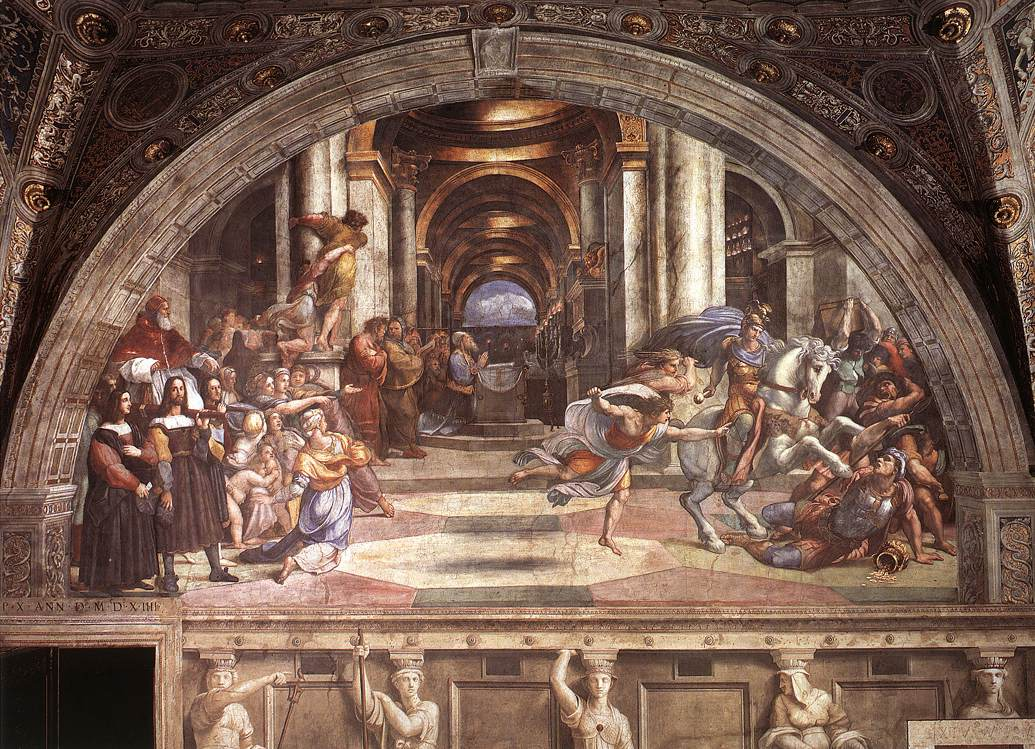
拉斐爾《赫利奥多罗斯被逐出圣殿》，1512年，收藏於宗座宮
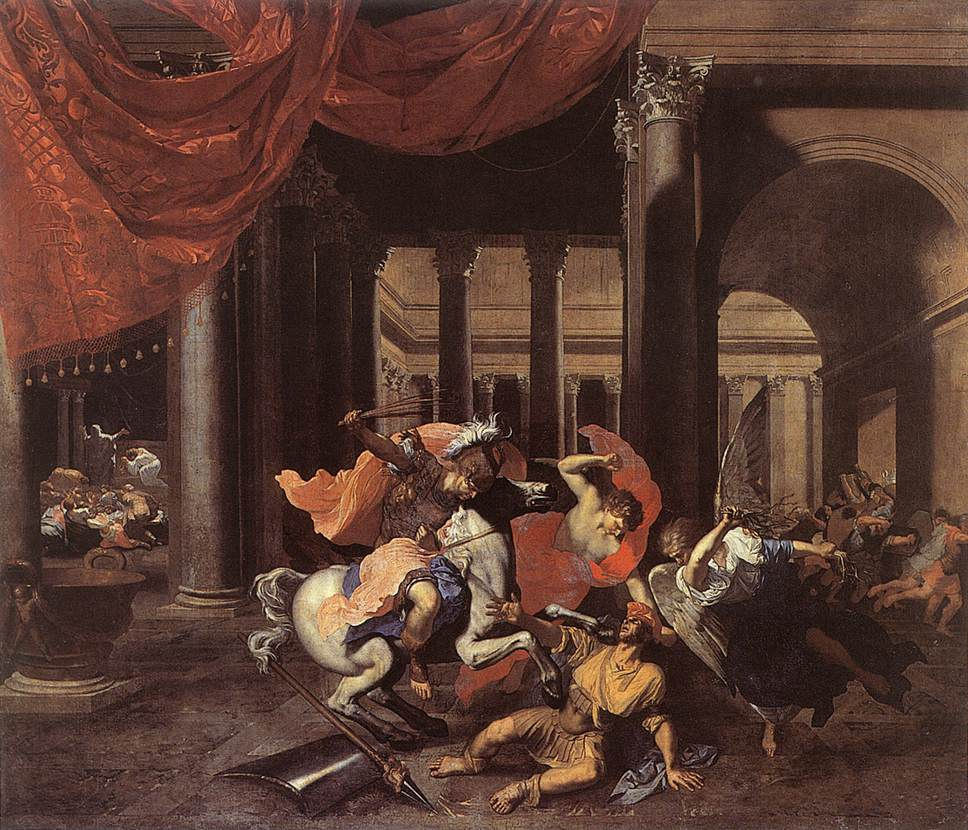
貝托萊特·弗萊馬爾《赫利奥多罗斯被趕出圣殿》，1662年，收藏於比利時皇家美術博物館
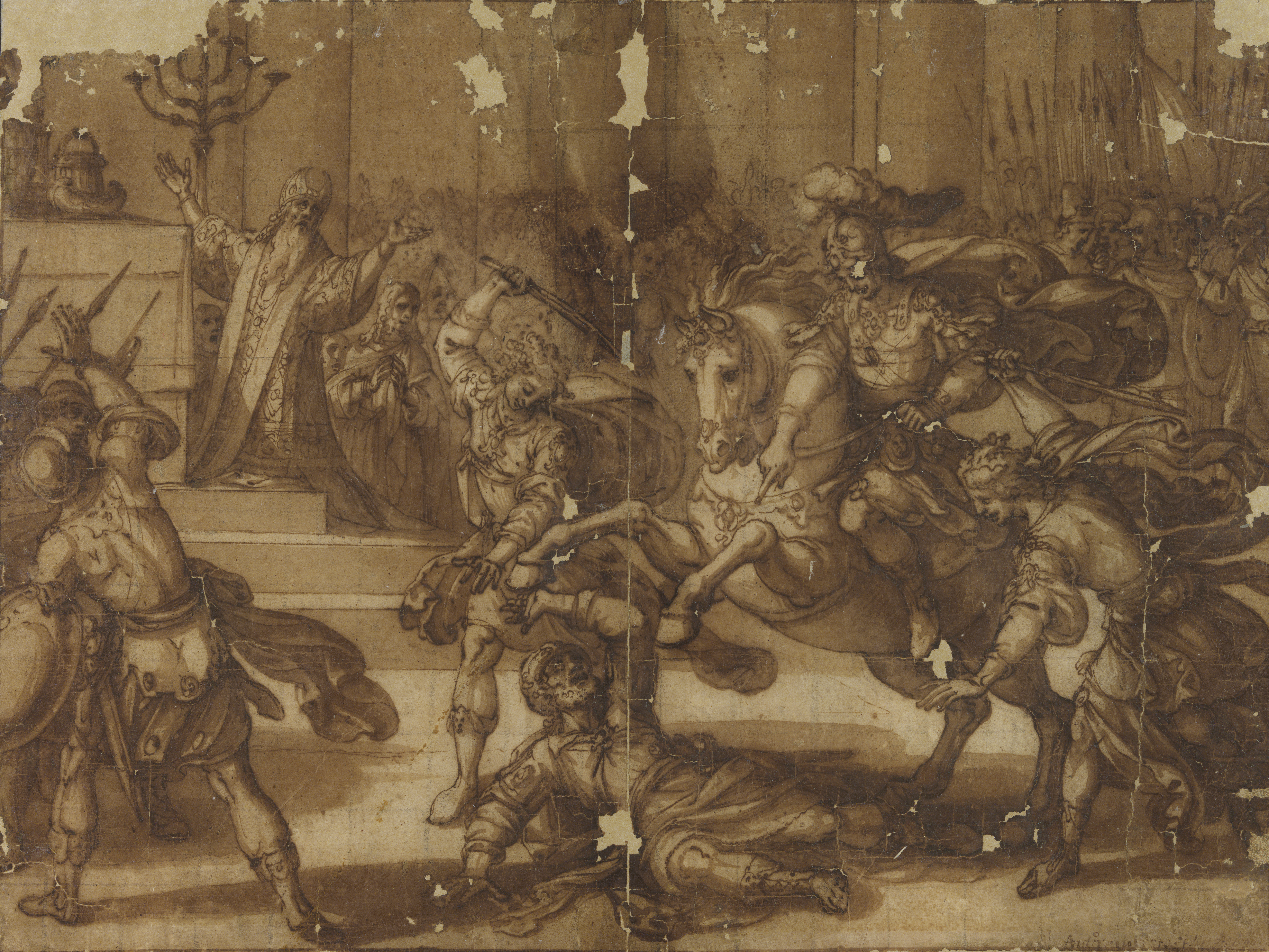
安東尼奧·坦佩斯塔（Antonio Tempesta）《赫利奥多罗斯被趕出圣殿》，收藏於巴西國家圖書館。
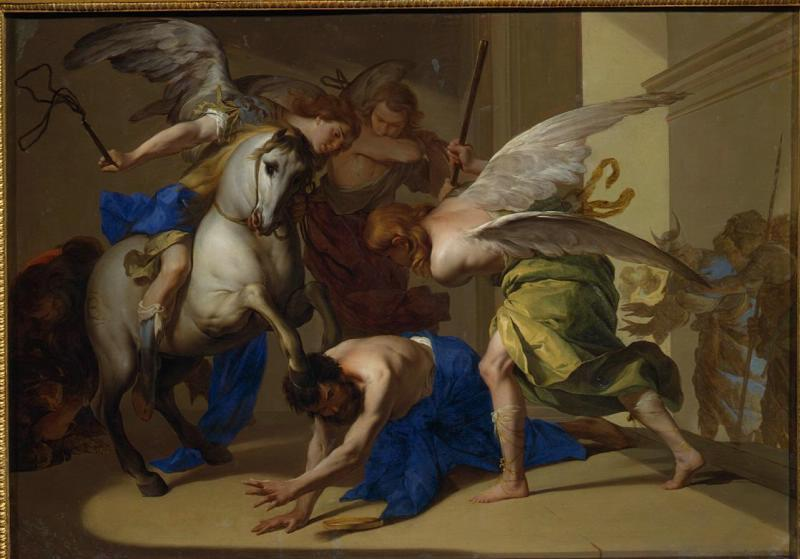
貝爾納多·卡瓦利諾（Bernardo Cavallino）《赫利奥多罗斯被趕出圣殿》，1650年左右，收藏於普希金造型藝術博物館

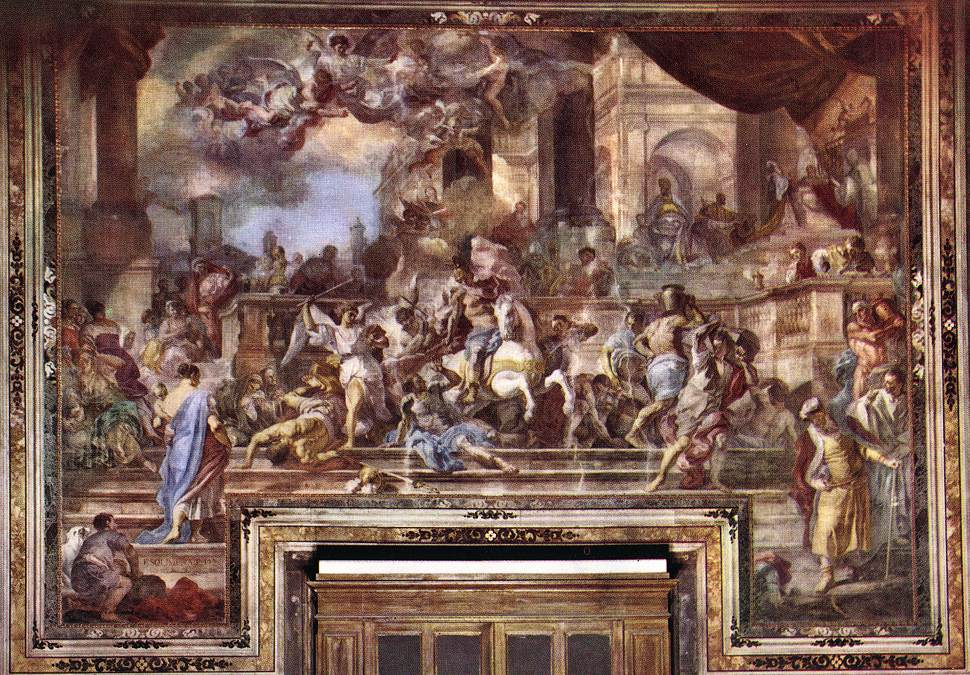
弗朗切斯科·索里梅納《赫利奥多罗斯被逐出圣殿》，1725年，收藏於新耶穌教堂
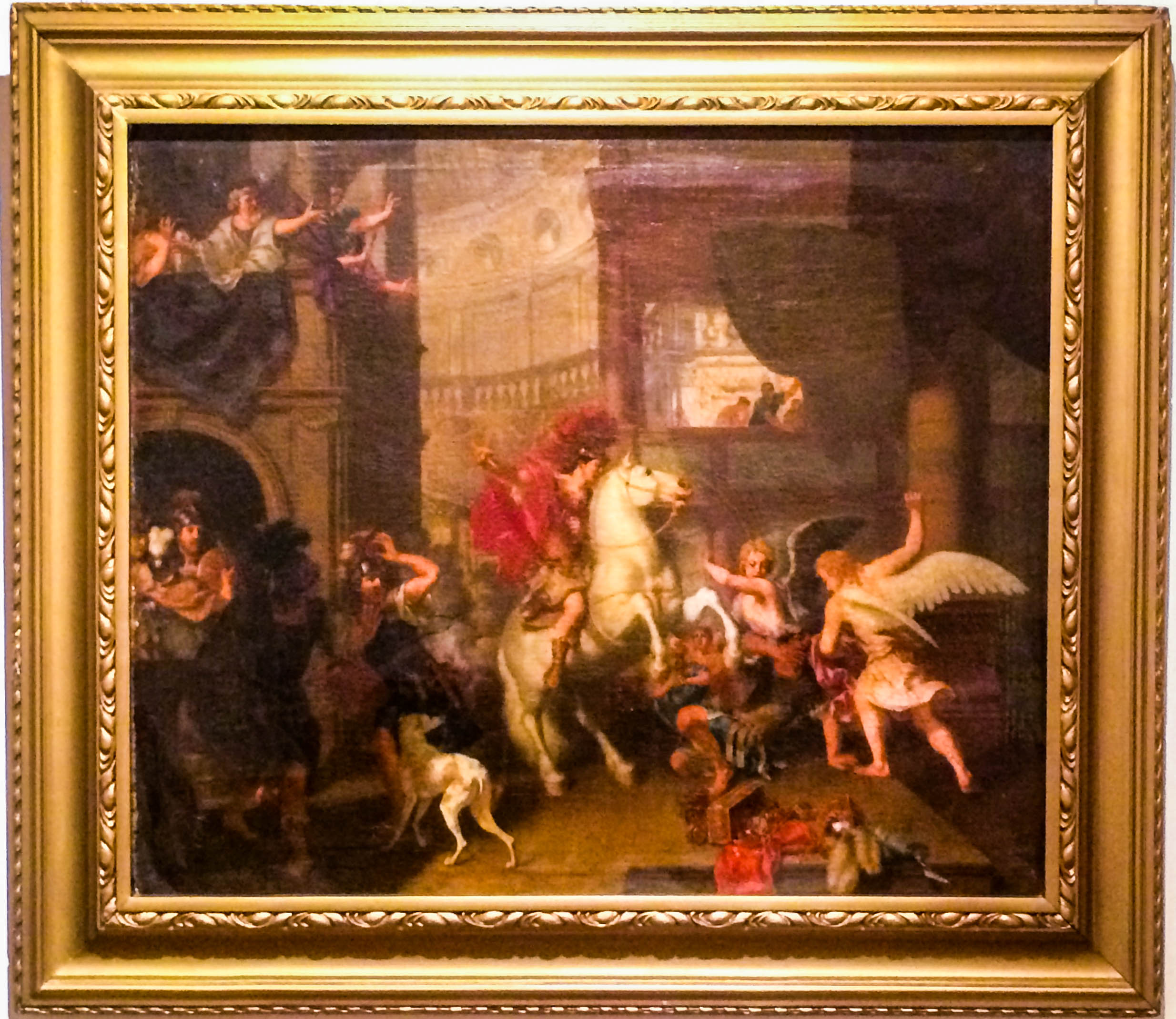
夏爾·勒布倫，收藏於亞塞拜然國家藝術博物館。
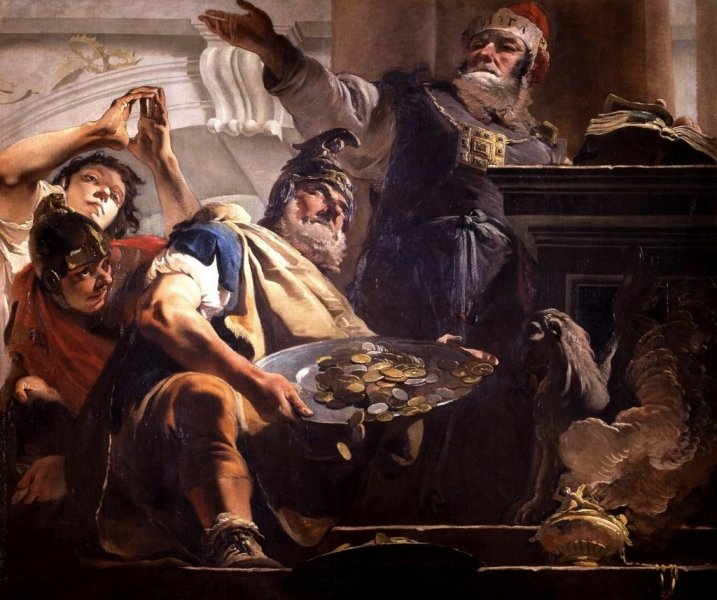
喬凡尼·巴提斯塔·提也波洛《赫利奥多罗斯掠奪聖殿》，1727，於義大利維洛納城堡博物館

## 註腳
1. 1 2  喬治·羅林生（George Rawlinson）, A manual of ancient history, 1880, p.256
2. ↑  Grainger，2016，第14頁
3. ↑  OGIS: 247 STATUES OF HELIODOROS OF ANTIOCH AT DELOS （页面存档备份，存于）
4. ↑  Gera, Dov.  Judaea and Mediterranean Politics, 第93頁
5. ↑  Daniel 11:20
6. ↑  Vasile Babota，2013，第47頁
7. ↑  2 Maccabees 3:22
8. ↑  2 Maccabees 3:27
9. ↑  阿庇安 Syr_45;
10. ↑  Grainger，2016，第11頁
11. ↑  柯頓, 漢娜.; Wörrle, Michael. . Zeitschrift Für Papyrologie Und Epigraphik. 2007, 159: 191–205. （原始内容存档于2022-04-02）.
12. ↑  Supplementum Epigraphicum Graecum: 57.1838:Letter of Seleukos IV to Heliodoros （页面存档备份，存于）
13. ↑  Ben Zion, Ilan, Billionaire’s looted art still on display at Israel Museum （页面存档备份，存于）, Associated Press (AP), January 7 2022
14. ↑  Several of Michael Steinhardt's looted art pieces still on display at Israel Museum （页面存档备份，存于）, Ilan Ben Zion, January 7, 2022, Times of Israel
15. ↑  exhibit 72; List of exhibits （页面存档备份，存于）
16. ↑  Gabriele Boccaccini, Portraits of Middle Judaism in Scholarship and Arts (Turin: Zamorani, 1992)